# Chie Miyoshi
Chie Miyoshi (jap. 三好智恵; ur. 3 kwietnia 1973) – japońska lekkoatletka specjalizująca się w skoku o tyczce.

## Osiągnięcia
- brązowy medal mistrzostw Azji (Fukuoka 1998)[1]

## Rekordy życiowe
- skok o tyczce – 3,71 (1998)